# Dobrolet Airlines
Dobrolet (Russisch: Добролёт) was een Russisch low-cost luchtvaartmaatschappij gevestigd op Sheremetyevo International Airport en een dochteronderneming van Aeroflot. Het bedrijf heeft lijnvluchten naar binnenlandse bestemmingen.

## Geschiedenis
De luchtvaartmaatschappij werd opgericht in het najaar van 2013 door Aeroflot, de Russische nationale luchtvaartmaatschappij gevestigd in Moskou. Dobrolet begon haar operaties in mei 2014 met een Boeing 737-800NG.
De herkomst van de naam "Dobrolet" stamt uit 1923 toen de Dobrolet Russische Vrijwillige Air Fleet Joint-Stock Company werd opgericht.
De Europese Unie plaatste Dobrolet op 30 juli 2014 op de zwarte lijst van luchtvaartmaatschappijen als onderdeel van een sanctiepakket tegen Rusland. Dobrolet was de exclusieve exploitant van vluchten tussen Moskou en het Oekraïense Simferopol. Als gevolg van de sancties kondigde het bedrijf op 3 augustus 2014 aan dat het alle activiteiten staakte.

## Bestemmingen
Met ingang van augustus 2014 bedient Dobrolet de volgende drie bestemmingen:

### Rusland
- Moskou - Sheremetyevo International Airport
- Simferopol - Simferopol International Airport
- Volgograd - Volgograd International Airport (start 1 augustus 2014)

## Vloot
De vloot van Dobrolet Airlines bestaat onder meer uit de volgende vliegtuigen (per mei 2014):
| Vliegtuig           | In gebruik | In bestelling |
| ------------------- | ---------- | ------------- |
| Boeing 737-800NG    | 2          | 8             |
| Sukhoi Superjet 100 | 1          | 0             |
| Totaal              | 3          | 8             |